# Universitatea din Salzburg
Universitatea din Salzburg (în germană Universität Salzburg, nume complet Paris-Lodron-Universität Salzburg, acronim PLUS) este o instituție de învățământ superior din Salzburg. Universitatea a fost înființată în anul 1622 sub patronajul ordinului benedictin și a existat ca atare până la secularizarea din 1810. În anul 1962 universitatea a fost reactivată ca universitate de stat.